# فيرونيا
فيرونيا (Βυρώνεια) هي مدينة في سيرري في مقاطعة فوريا إلادا في اليونان.
يبلغ عدد سكانها حوالي 750 نسمة.